# Léon Frapié

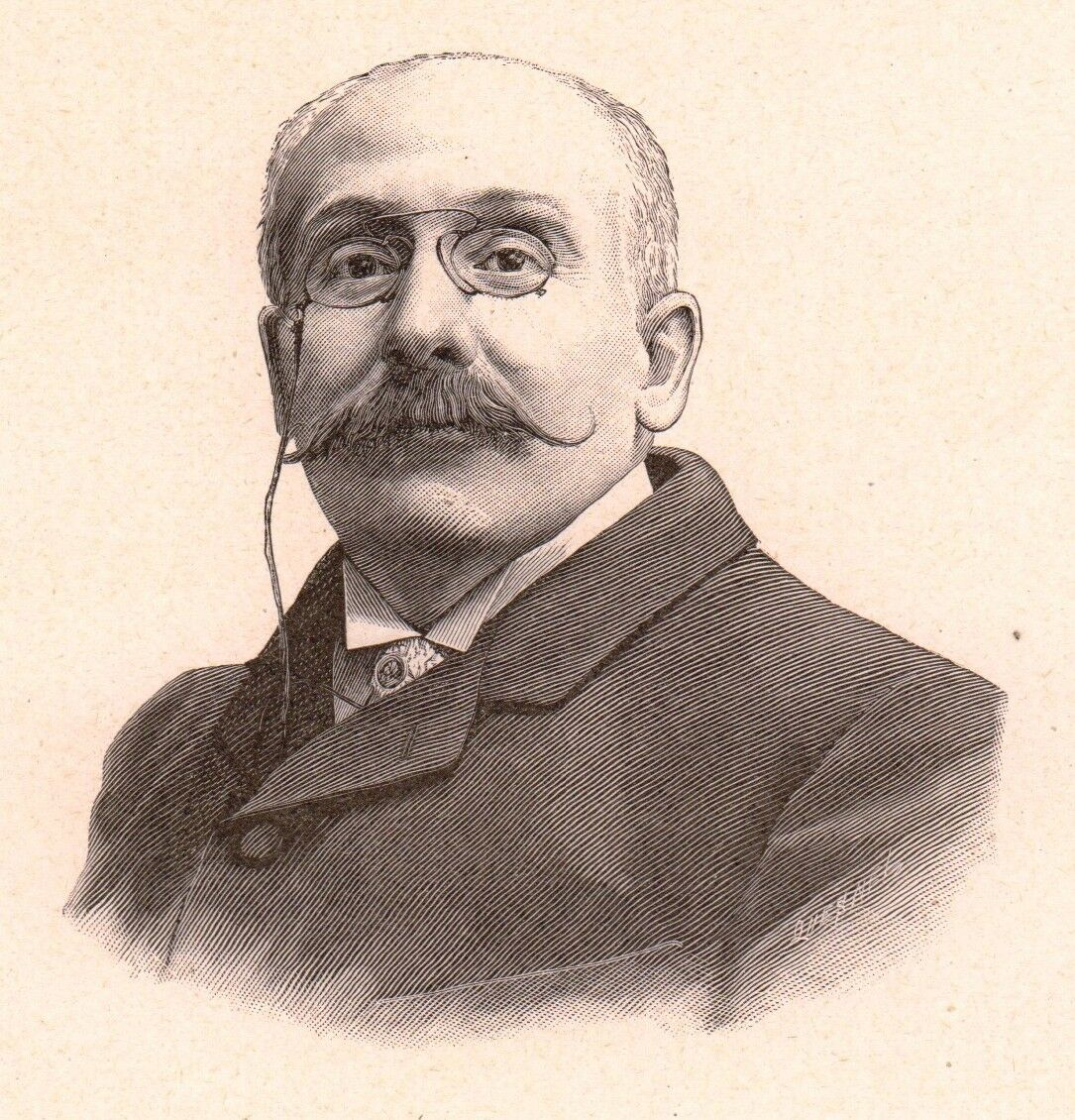
Léon Frapié

Léon Frapié (* 27. Januar 1863 in Paris; † 29. September 1949 ebenda) war ein französischer Schriftsteller.
Sein Hauptwerk ist La Maternelle (in Deutschland Kinderschulgeschichten) von 1904. Für diesen Roman erhielt er 1904 den renommierten französischen Literaturpreis Prix Goncourt.
Weiter ist die Rue Léon Frapié in Paris nach ihm benannt.

## Werke
- L’Institutrice de province (1897)
- Marcelin Gayard (1902)
- La Maternelle (prix Goncourt 1904)
- Les Obsédés (1904)
- L’Écolière (1905), recueil de contes
- La Boîte aux Gosses (1907)
- La Figurante (1908)
- Les Contes de la maternelle (1910)
- Les Contes de la guerre (1915)
- Les Bonnes Gens (1918)
- Nouveaux Contes de la maternelle (1919)
- Les Amies de Juliette (1922)
- Les Filles à marier (1923)
- La Divinisée (1927)
- Gamins de Paris – Librairie Baudinière
- Les contes de Paris – Librairie Baudinière